# Chants de luttes du Chili
Chants de luttes du Chili (en francés; en castellano: «Canciones de la lucha en Chile») es un álbum recopilatorio de varios intérpretes, lanzado en Francia en 1973, y que incluye a reconocidos intérpretes chilenos tales como Quilapayún, Inti-Illimani, Isabel Parra, Tiemponuevo y el recientemente asesinado Víctor Jara, en manos de los militares luego del Golpe de Estado en Chile de 1973. Además contiene la participación del escritor y periodista español Francisco Pancho Navarro en la guitarra, y la actriz chilena Bélgica Castro, que participa en la canción «La toma» con Huamarí y Víctor Jara.
El disco fue lanzado en beneficio de los afectados en Chile luego de la instauración de la dictadura militar.

## Lista de canciones
| Lado A |                                                       |                        |                                |          |  |
| N.º    | Título                                                | Escritor(es)           | Intérprete                     | Duración |  |
| 1.     | «El puño del pueblo» (titulada «El pugno del pueblo») | Sergio Ortega          | Quilapayún                     |          |  |
| 2.     | «Al centro de la injusticia»                          | Isabel y Violeta Parra | Isabel Parra                   |          |  |
| 3.     | «Chile banco»                                         | *                      | Pancho Navarro, César Aguilera |          |  |
| 4.     | «Nuestro cobre»                                       | Eduardo Yáñez          | Quilapayún                     |          |  |
| 5.     | «Patrón»                                              | Aníbal Sampayo         | Quilapayún                     |          |  |
| 6.     | «Obreras del telar»                                   | Víctor Jara            | Víctor Jara                    |          |  |

| Lado B |                             |                               |                             |          |  |
| N.º    | Título                      | Escritor(es)                  | Intérprete                  | Duración |  |
| 7.     | «Te recuerdo Amanda»        | Víctor Jara                   | Víctor Jara                 |          |  |
| 8.     | «La toma»                   | Víctor Jara                   | B. Castro, Huamarí, V. Jara |          |  |
| 9.     | «Simplemente solidario»     | Eladio López, Valericio Leppe | Dúo Coirón                  |          |  |
| 10.    | «No nos moverán»            | tradicional                   | Tiemponuevo                 |          |  |
| 11.    | «Canción del poder popular» | Luis Advis                    | Inti-Illimani               |          |  |

* Aunque no aparecen en los créditos, los creadores son Francisco Pancho Navarro en la guitarra, César Aguilera como narrador, y Bernardo Dewers en la letra.